# 藝術村
藝術村，又稱藝術家駐村計畫、藝術家駐地，提供繪畫、音樂、文學、建築、雕塑、舞蹈等各類型的藝術創作者進駐。一般而言，泛指各類型藝術、音樂、文學等文化相關專業創作從業人員，獲主辦單位之邀請或申請，於特定空間進行一定時間之進駐，進行創作、交流、教學等相關活動。有時透過主辦單位行政系統的協助，與地方民眾和在地專業人員進行文化交流活動（如演講、展覽、工作坊、發表等）。除了工作室，許多藝術村同時提供住宿的空間與單位，提供給來自各地的藝術家。
美國藝術村聯盟（AAC）對藝術村的定義為：「藝術村是專門運作的組織，為藝術家的創作研究提供時間、空間和支持，讓藝術家進入一個滿佈鼓勵和友誼的環境。」
各國對藝術村的定義都有不同的見解，但探究「藝術村」一詞的起源，其實源自於「Artist-in-Residence」（藝術家進駐）。因此，「藝術家進駐」是藝術村的一個認定條件，形成駐村藝術家、駐村作家等身分。通常，藝術村是一個為特定目的所設置的單位，擁有獨立運作的行政體系與完整的藝術家徵選機制、駐村計劃等，並兼顧藝術家的創作與藝術教育推廣。在地方上，也能與當地社區互動、定期推出創作展演、工作室開放等功能。

## 亞洲著名藝術村

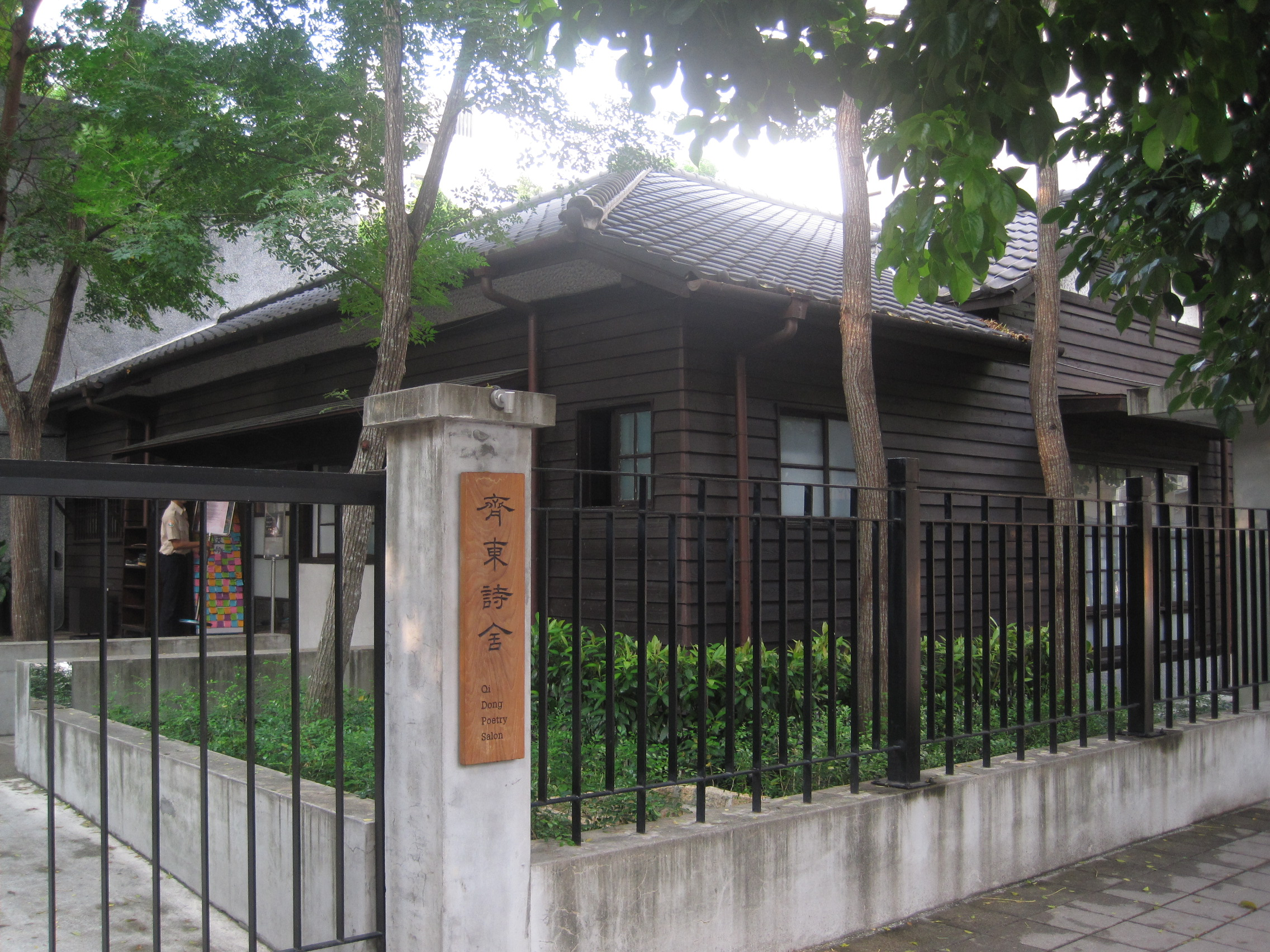
台灣文學基地

### 台灣
- 寶藏巖國際藝術村
- 台灣文學基地

### 中國大陸
- 宋庄画家村
- 环铁艺术区
- 黑桥艺术区
- 草场地艺术区
- 东风艺术区
- SOHO现代城
- 798艺术区
- 南汇大东方画家村
- 枫泾农民画家村
- 浦东上海画家村
- 周庄画家村
- 海珠新滘镇小洲村
- 大芬村
- 簇桥画家村
- 北村艺术区

### 香港
- 牛棚藝術村
- 觀塘藝術工作室
- Atelier Reo Ma
- 富德樓